# Ла-Жави
Ла-Жави́ (фр. La Javie, окс. La Jàvia) — коммуна во Франции, находится в регионе Прованс — Альпы — Лазурный Берег. Департамент коммуны — Альпы Верхнего Прованса. Главный город кантона Ла-Жави. Округ коммуны — Форкалькье.
Код INSEE коммуны — 04097.

## Население
Население коммуны на 2008 год составляло 391 человек.
| 1962 | 1968 | 1975 | 1982 | 1990 | 1999 | 2008 |
| ---- | ---- | ---- | ---- | ---- | ---- | ---- |
| 265  | 257  | 222  | 251  | 297  | 335  | 391  |

## Экономика
В 2007 году среди 271 человек в трудоспособном возрасте (15—64 лет) 204 были экономически активными, 67 — неактивными (показатель активности — 75,3 %, в 1999 году было 75,3 %). Из 204 активных работали 181 человек (93 мужчины и 88 женщин), безработных было 23 (10 мужчин и 13 женщин). Среди 67 неактивных 18 человек были учениками или студентами, 28 — пенсионерами, 21 были неактивными по другим причинам.

## Достопримечательности
- Приходская церковь Св. Иоанна Крестителя
- Часовня Нотр-Дам
- Руины замка
- Музей под открытым небом
- Мост через реку Блеон, был построен в 1782 году, с четырьмя полукруглыми арками.